# Belforest
Belforest es una área no incorporada en el condado de Baldwin, Alabama, Estados Unidos. Se encuentra a un lado de la ruta 181 y a 2,9 millas (4,7 km) al este de Daphne.

## Historia
El nombre de la comunidad probablemente proviene de una combinación de la palabra francesa bel, que significa "hermoso" y forest (bosque). Una oficina de correos operó bajo el nombre de Belforest desde 1900 hasta 1911.